# Procoptodon goliah
A Procoptodon goliah a pleisztocén során Ausztráliában egykor élt kenguruszerű növényevő erszényes volt. Magyarul talán „óriás rövidfejű kengurunak” lehetne nevezni.
Közeli rokonságban állt a mai kengurukkal, de egy másik alcsaládba tartozott. Jellegzetessége, hogy a mai kenguruknál jóval nagyobb és robusztusabb volt, továbbá rövid pofája, kerek feje és előrenéző szemei voltak. A testmagasságát 2 méterre, a testtömegét pedig kb. 200–240 kg-ra becsülik, amellyel több mint két és félszer volt nehezebb, mint a ma élő legnagyobb kenguru, a vörös óriáskenguru (Macropus rufus). Ezzel az alcsaládjának legnagyobb ismert képviselője volt.
Testalkata alapján Ausztrália erdős-füves vidékein élhetett kisebb csoportokban, ahol a fák leveleivel táplálkozott. Hátsó lábainak erősen fejlett középső ujja a lovakéra emlékeztető patában végződött. Mellső lábai („karjai”) is erőteljesebbek voltak mint a mai kenguruké, és két-két igen hosszú ujjal rendelkeztek: feltehetően a faágak könnyebb elérése miatt.
Koponyái erős rágóizmokról tanúskodnak, így feltehetően a keményebb leveleket, és más durvább növényi részeket is képes volt elfogyasztani. Testfelépítése mutatja, hogy a mai kengurukhoz hasonlóan hátsó lábain ugrálva közlekedhetett, bár nem olyan gyorsan, mint a mai kenguruk, sőt egyes vélemények szerint nem tudott ugrálni a nehéz testfelépítése miatt.
Kb. 40-50 000 évvel ezelőtt halt ki: egyesek szerint azért, mert Ausztrália éghajlata erősen szárazzá vált; mások szerint viszont azért, mert a kontinensen ekkoriban megjelenő ember túlzott vadászatának esett áldozatául (erről bővebben: pleisztocén megafauna). Legközelebbi élő rokona egy Nyugat-Ausztrália szigetein élő nyúlméretű, éjszakai állat, a keresztsávos nyúlkenguru (Lagostrophus fasciatus) (egyfajta wallaby).